# Rascasse marcheuse
Inimicus filamentosus
Espèce
La Rascasse marcheuse (Inimicus filamentosus) est une espèce de poissons venimeux de la famille des Scorpaenidae (pour d'autres auteurs de la famille des Synanceiidae). Ces poissons benthiques vivent sur les substrats sableux ou limoneux des lagunes et des récifs marins, dans les régions côtières des océans tropicaux. Comme toutes les autres espèces connues d'Inimicus, I. filamentosus est un prédateur chassant en embuscade. Il est nocturne et souvent s'enterre partiellement dans le sable des fonds marins au cours de la journée.

## Description
Les adultes font généralement 13 à 25 centimètres de longueur et peuvent peser jusqu'à 480 grammes. La couleur de leur peau peut être d'un jaune terne, gris, brun ou rouille avec des taches plus claires et très similaires à celles du sable ou du corail des fonds marins dans lesquels ils se trouvent. Cette coloration agit comme un camouflage qui les rend extrêmement difficiles à détecter dans leur habitat naturel. La peau est sans écailles, sauf le long de la ligne latérale, et est recouverte d'épines venimeuses et de glandes verruqueuses qui leur donnent un aspect noueux. La tête est aplatie, déprimée et concave. Les yeux, la bouche et les narines regardent vers le haut et vers l'extérieur de la face dorsale de la tête. Il ne semble pas y avoir de dimorphisme sexuel dans cette espèce.

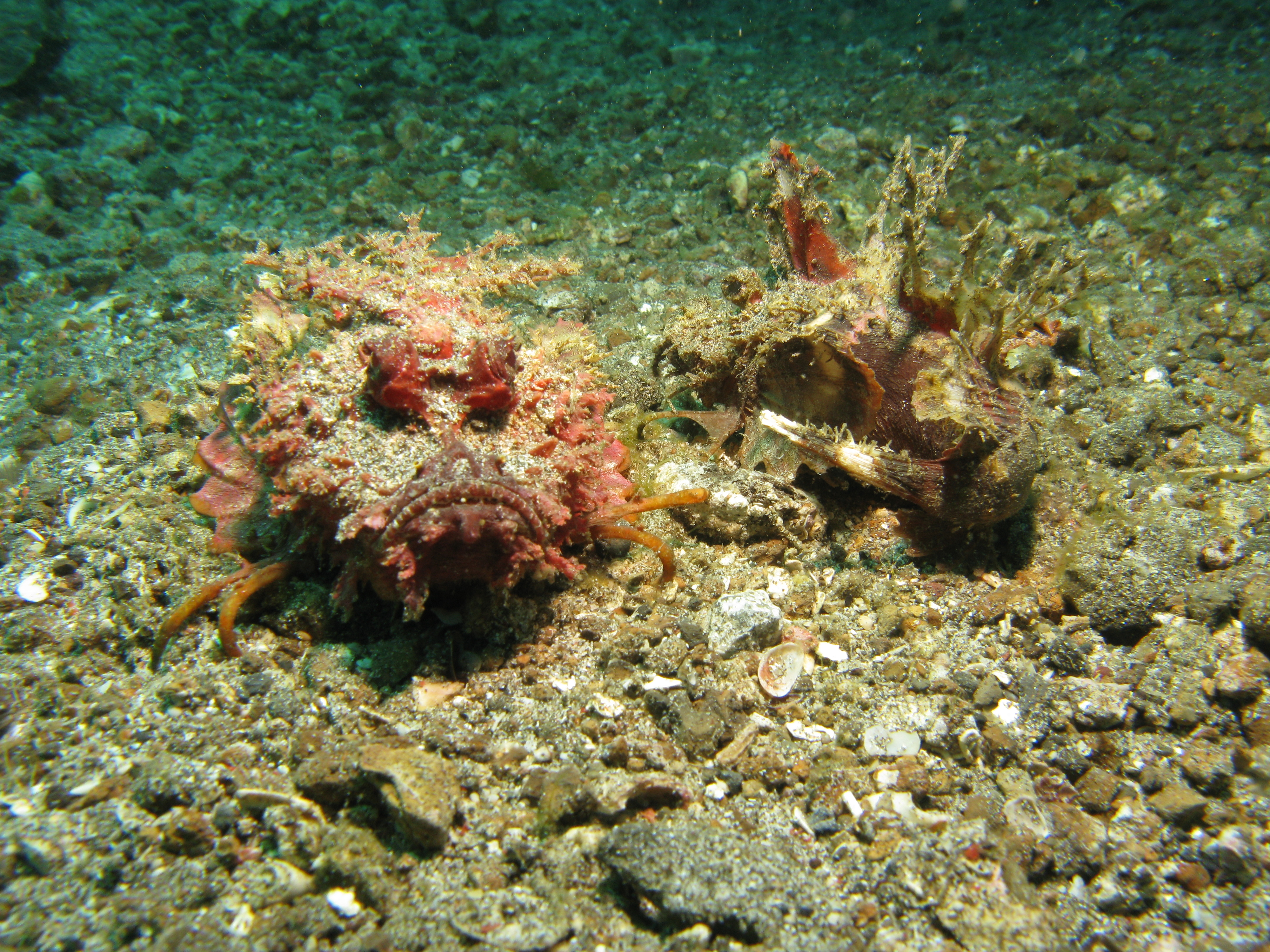
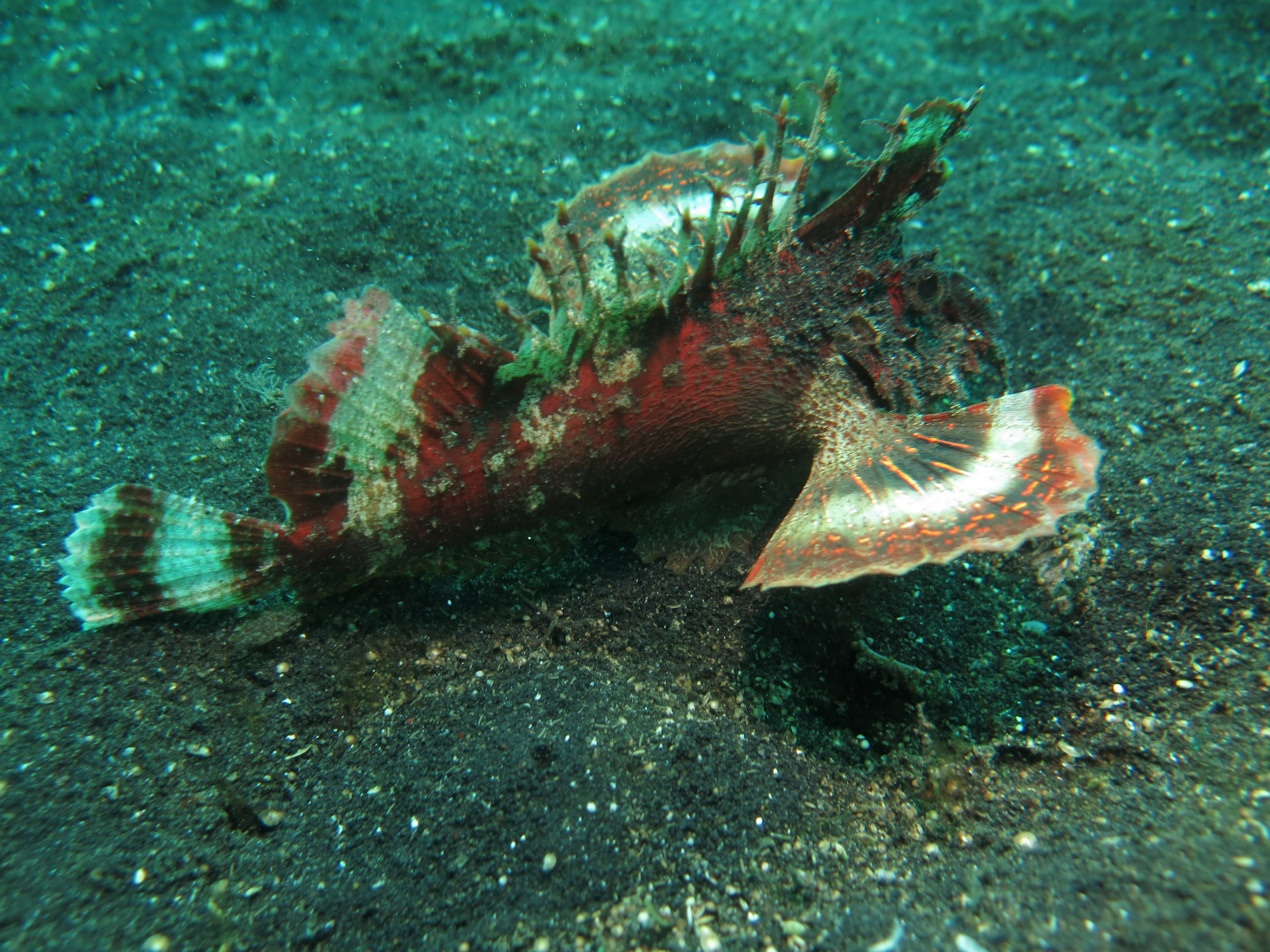
Rascasse marcheuse dans le détroit de Lembeh (Indonésie).

### Morphologie des nageoires
- nageoire dorsale : composée de 15 à 17 épines et de 7 à 9 rayons mous.
- nageoire caudale : composée de 2 à 4 épines et 4 à 14 rayons mous avec des bandes noires en position basale et subterminale.
- nageoire pelvienne : composée d'un rachis et de 3 à 5 rayons mous.
- nageoire pectorale : composée de 10 à 12 rayons. Les deux rayons les plus postérieurs de chaque nageoire pectorale sont détachés du reste de la nageoire, et orientés vers le ventre. Les poissons utilisent ces deux rayons pour soutenir la partie avant de leur corps, ainsi que pour « marcher » au fond de la mer. La surface ventrale de la nageoire pectorale porte de larges bandes noires contenant des petits points légèrement plus clairs aux extrémités basale et distale. Chez I. filamentosus, ces bandes sont atténuées, tandis que chez I. sinensis, les bandes ont des taches jaunes. Ceci est un élément clé permettant de distinguer les deux espèces, qui sont par ailleurs presque identiques.

## Répartition géographique
On le trouve dans l'ouest de l'océan Indien occidental : en mer Rouge et en Afrique de l'Est jusqu'à La Réunion.

## Comportement
I. filamentosus est un prédateur piscivore en embuscade. Il est nocturne et se trouve généralement partiellement enfoui sur le fond de la mer ou posé sur un corail au cours de la journée, se couvrant de sable et d'autres débris pour se camoufler. Il n'a pas de prédateurs naturels connus. Lorsqu'il est dérangé par un plongeur ou un prédateur potentiel, il déploie les couleurs éclatantes de ses nageoires pectorales et caudales comme un avertissement. Une fois enfoui, il est très réticent à quitter sa cachette. Quand il se déplace, il utilise un mécanisme inhabituel de locomotion : il rampe lentement sur les fonds marins, en utilisant quatre rayons (deux de chaque côté) de ses nageoires pectorales comme jambes.